# Integral no elemental
En matemàtiques, una integral no elemental és una integral per a la qual es pot demostrar que no existeix cap fórmula en termes de funcions elementals (és a dir polinomis, funcions trigonomètriques, exponencials, logarítmiques i productes i composicions d'aquestes funcions). Es pot demostrar (encara que no pas fàcilment) que, donada una funció a l'atzar de certa complexitat, la probabilitat que tingui una primitiva elemental és molt petita.
Alguns exemples d'aquest tipus de funcions són:
- {\displaystyle {\sqrt {1+x^{4}}}}
- {\displaystyle \ln(\ln x)\,}
- {\displaystyle {\frac {1}{\ln x}}}
- {\displaystyle e^{e^{x}}\,}
- {\displaystyle e^{-{\frac {x^{2}}{2}}}\,} (vegeu Distribució normal)

L'avaluació d'integrals no elementals, sovint es pot fer emprant sèries de Taylor. Això és així perquè les sèries de Taylor sempre poden ser integrades igual com es faria amb un polinomi ordinari, fins i tot si no hi ha cap primitiva elemental de la funció que generi la sèrie de Taylor.
Ara bé, de vegades no és possible apoyar-se en les sèries de Taylor. Per exemple, si la funció no és infinitament derivable, no es pot generar una sèrie de Taylor. Fins i tot si la sèrie de Taylor es pot generar, també pot ser que resulti divergent i, per tant, que no representi la funció que es pretén integrar. Moltes funcions que són infinitament derivables tenen derivades d'ordre superior que tenen una complexitat tal que no són pràctiques de manejar. En aquests casos, no és possible (o no és pràctic) d'avaluar les integrals indefinides, però les integrals definides es poden avaluar numèricament, per exemple emprant el mètode de Simpson.